# موت أميرة (مسلسل)
موت أميرة هو مسلسل دراما لبناني يعرض في شهر رمضان عام 2018، من إخراج عاطف كيوان ومن إنتاج مروى غروب لصاحبها المنتج مروان حداد.

## قصة المسلسل
تتناول الأحداث قصة اجتماعية رومانسية تجرى أحداثها في الستينات من القرن الماضي، حيث تتعرض إحدى الفتيات الفقيرات وتُدعى (أميرة) للعديد من المشاكل، وتجد نفسها وحيدة في مهب الرياح.

## الممثلون
- كارمن لبس (داليا)
- مازن معضم (إحسان نجم)
- شيراز (أميرة/ مريم)
- جورج شلهوب (كريم الزيان)
- إلسي فرنيني (منى)
- بيار شمعون (ديفيد مبارك)
- شيرين ساسين (نسرين)
- إيلي شالوحي (طارق)
- رين أشقر (هنادي/ ملك)
- جان قسيس (نادر)
- أنطوانيت عقيقي (جانيت)
- سعد حمدان (هشام)
- أسعد رشدان (نبيل حرب - ضيف شرف)
- وداد جبور (وجيهة)
- طوني شمعون
- إيمان شويخ
- جويل الفرن (لولا - ضيفة شرف)
- فادي متري (ضيف شرف)
- جومانا شمعون (سلام - ضيفة شرف)
- جو معلوف (ضيف شرف)
- فانيا عون (ضيف شرف)
- جوزيف عبود (سعيد - ضيف شرف)
- رياض عبد الحق (ضيف شرف)
- هيثم إسماعيل
- مارون شرفان (إبراهيم)
- رانيا مروة
- تينا أضباشي
- فؤاد أبو حمدان
- عدنان عوض
- مونيانا مقهور
- سليم علاء الدين
- ربى نداف الفخري
- ربى الشريف
- صقر البعيني
- مارلين وردان
- رين الأشقر
- جو سقلاوي (أريسكو)